# Abridor de latas
Abridor de latas (português brasileiro) ou abre-latas (português europeu) é um utensílio que serve para abrir latas. Ele faz parte dos utensílios culinários, uma vez que há muitos alimentos que são vendidos enlatados, mas também é utilizado em muitas oficinas e estações de serviço para abrir latas de óleos, cola e outros produtos.

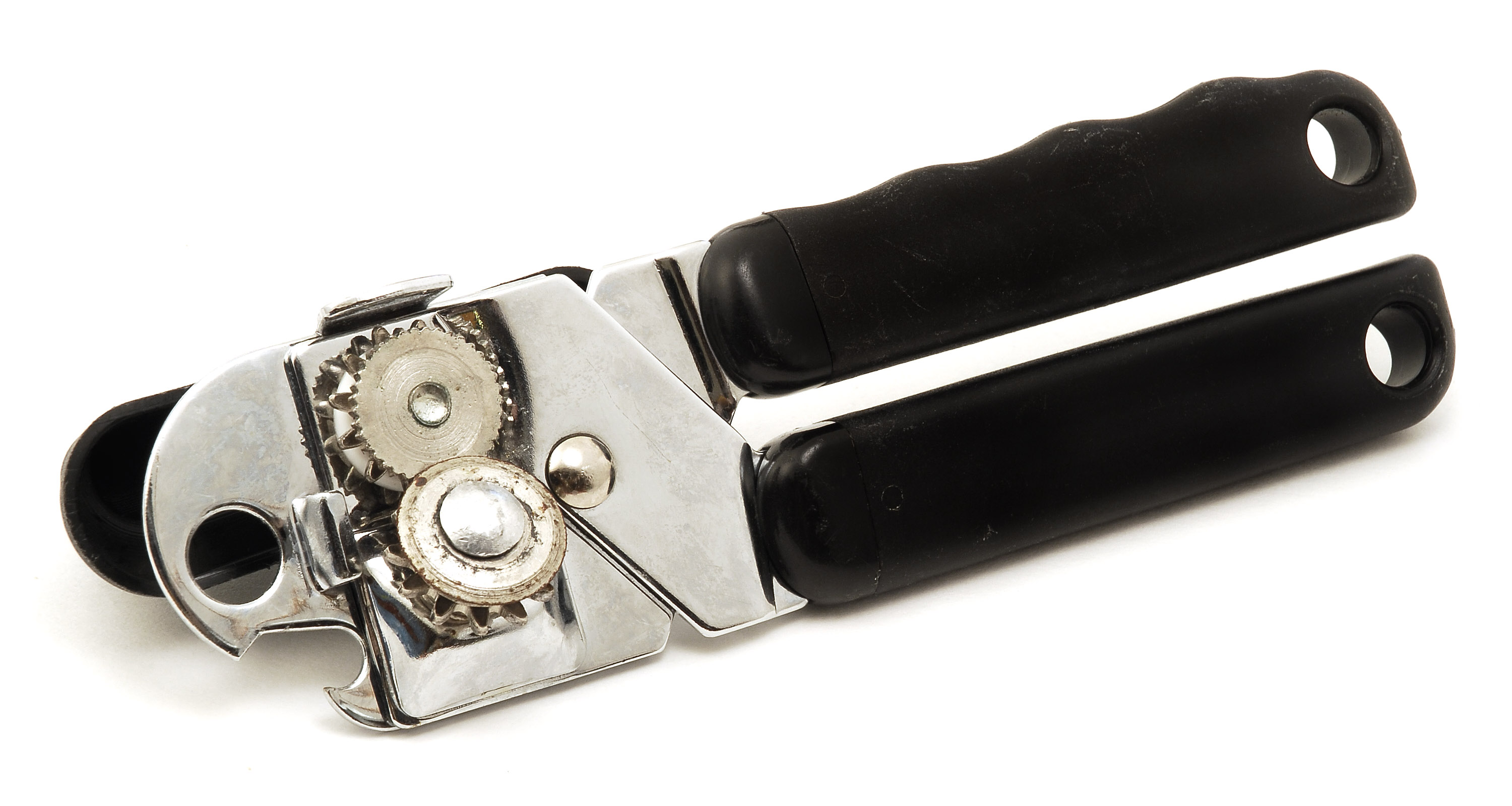
Abre-latas manual

Antigamente conhecido como "cabeça de bode ou de boi", existe grande variedade deste utensílio, desde o tipo mais simples e sem partes móveis, que se encontra em muitos canivetes, até aos mais comuns que possuem uma lâmina circular que roda com uma manivela (ou com um motor eléctrico), ao mesmo tempo que uma roda dentada faz mover a lâmina à volta da lata.

## História
O abre-latas foi oficialmente concebido pelo inventor estado-unidense Ezra Warner em 1858 pela patente  Nº 19.063 datada de 5 de janeiro de 1858 Já o de roda cortante foi inventado por William Lyman em 1870 com a Patente Nº 105.583 datada de 19 de julho de 1870.

Usando um abridor de lata para abrir uma lata

Embora a preservação de alimentos usando latas fosse praticada desde pelo menos 1772 na Holanda, os primeiros abridores de lata não foram patenteados até 1855 na Inglaterra e 1858 nos Estados Unidos. Esses primeiros abridores eram basicamente variações de uma faca, embora o design de 1855 continue a ser produzido. O primeiro abridor de latas, consistindo. na agora familiar. roda de corte rotativa e afiada que gira ao redor da borda da lata para abrir a tampa, foi inventado em 1870, mas era considerado muito difícil de operar para o consumidor comum. Um projeto de sucesso foi lançado em 1925, quando uma segunda roda dentada foi adicionada para segurar a roda de corte na borda da lata. Este design fácil de usar tornou-se um dos modelos de abridores de lata mais populares.
Na época da Segunda Guerra Mundial, vários abridores de latas foram desenvolvidos para uso militar, como o P-38 e o P-51 americanos. Estes apresentavam um design robusto e compacto com uma lâmina de corte de puxar articulada a um cabo corrugado com um pivô. Os abridores de lata elétricos foram introduzidos no final da década de 1950 e tiveram sucesso. O desenvolvimento de novos tipos de abridores de latas continua com uma recente reformulação de um modelo de corte lateral.

## Invenção de latas

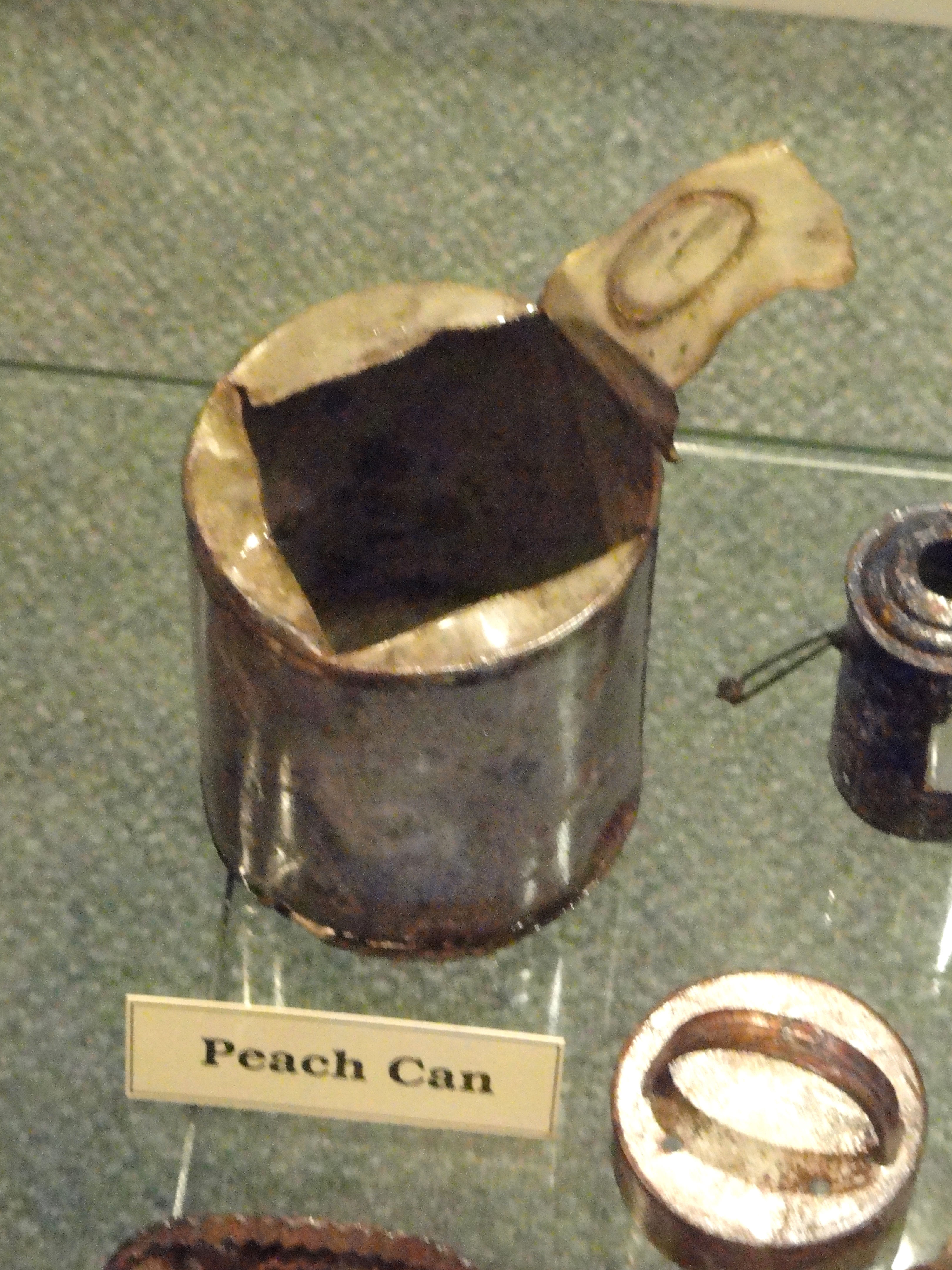
Lata de pêssego, 5 de setembro de 1856

Alimentos preservados em latas estavam em uso pela Marinha Holandesa desde pelo menos 1772. Antes de 1800, já havia uma pequena indústria de salmão enlatado na Holanda. O salmão recém-pescado era limpo, fervido em salmoura, defumado e colocado em caixas de ferro estanhado. Este salmão enlatado era conhecido fora da Holanda e, em 1797, uma empresa britânica forneceu a um de seus clientes 13 latas. A preservação de alimentos em latas foi patenteada por Peter Durand em 1810. A patente foi adquirida em 1812 por Bryan Donkin, que logo montou a primeira fábrica de enlatados do mundo em Londres em 1813.

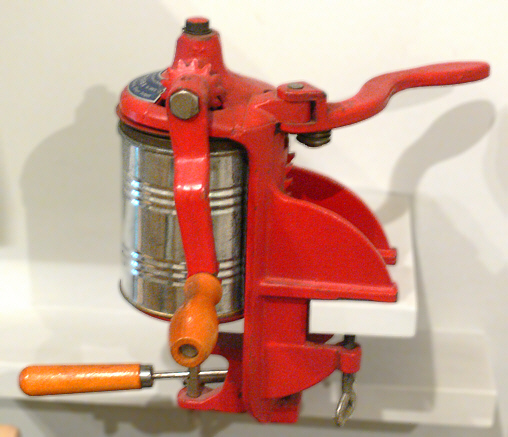
"Simplex"
Máquina seladora de latas

Em 1820, a comida enlatada era um artigo reconhecido na Grã-Bretanha e na França e em 1822 nos Estados Unidos. As primeiras latas eram recipientes robustos, que pesavam mais do que os alimentos que continham e exigiam engenhosidade para abrir, usando quaisquer ferramentas disponíveis. A instrução nessas latas dizia "Corte em volta da parte superior perto da borda externa com um cinzel e um martelo." A lacuna de décadas entre a invenção do abridor e lata pode ser atribuída à funcionalidade das ferramentas existentes versus o custo e esforço de uma nova ferramenta.

## Abridor de latas Twist-key

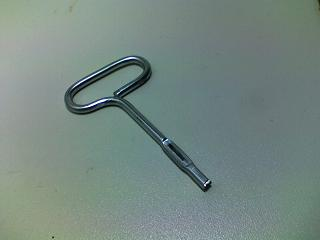
abridor de latas com chave de torção

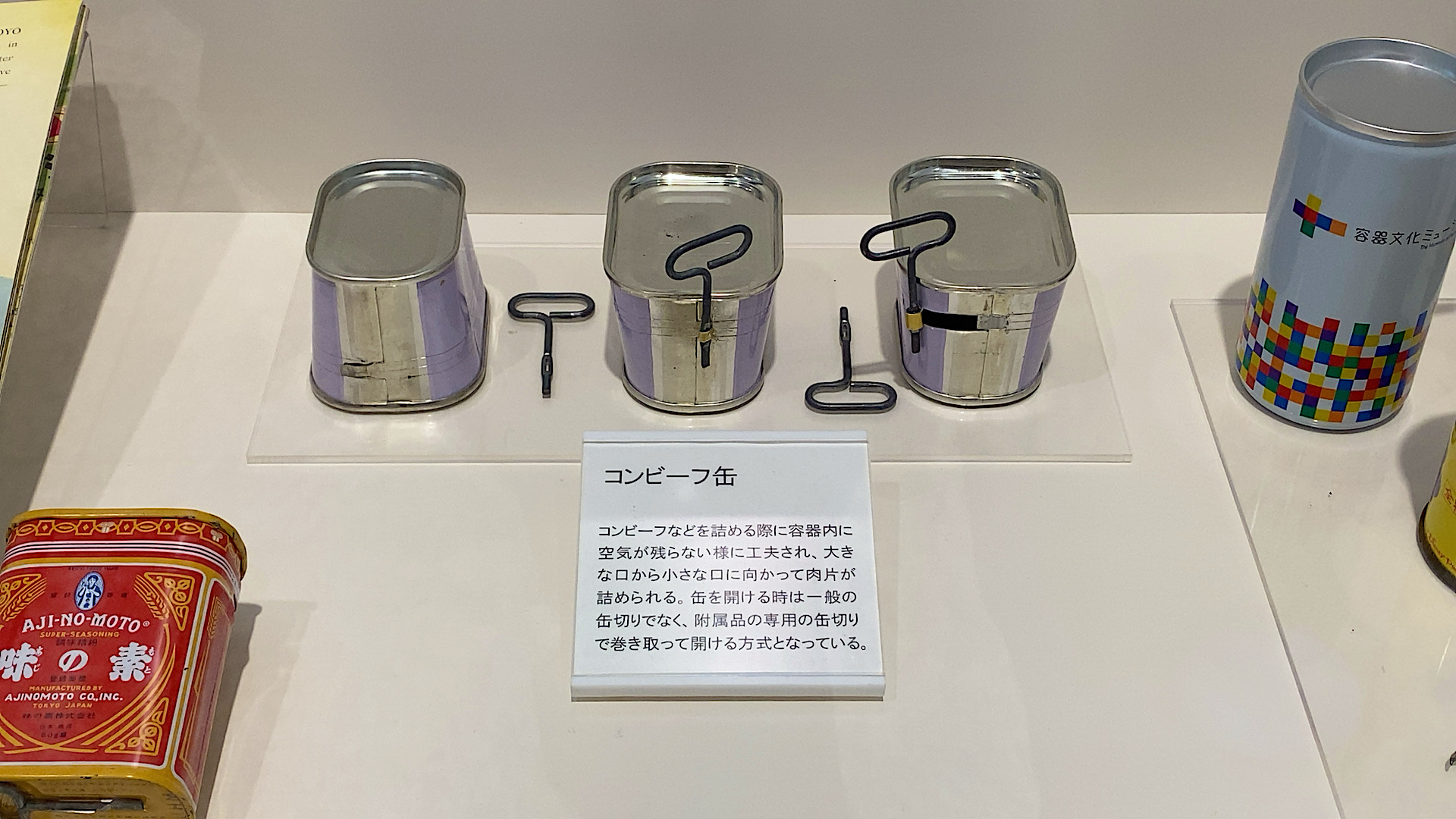
abridor de latas com chave de torção em uso

Durante o século XIV, o processo de enlatamento foi mecanizado e refinado, com as paredes das latas se tornando mais finas. O abridor de latas com chave giratória foi patenteado por J. Osterhoudt em 1866. Ainda não havia um abridor de latas de uso geral, portanto, cada lata vinha com um abridor de latas soldado por pontos ou com chave de torção soldada que se soltou após fatigar o metal dobrando em uma região fina. Cada tipo de alimento tinha seu próprio tipo de lata e vinha com seu próprio tipo de abridor de lata. Carne e peixe enlatado eram vendidos em latas retangulares. Essas latas eram equipadas com uma chave de torção que rolava em torno da parte superior da lata, removendo uma tira pré-marcada. Café, grãos e outros tipos de carne eram embalados em cilindros com tiras de metal que podiam ser descascadas com seus próprios tipos de chaves embutidas que rolavam pelo topo da lata. Latas de leite usavam dispositivos de punção.

## Abridores de latas tipo alavanca

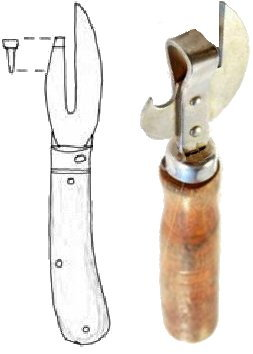
Desenho de abridor de latas tipo alavanca de 1855 por Robert Yeates

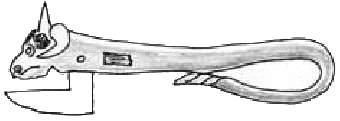
Abridor de latas tipo alavanca de pressão de cabeça de touro de 1865

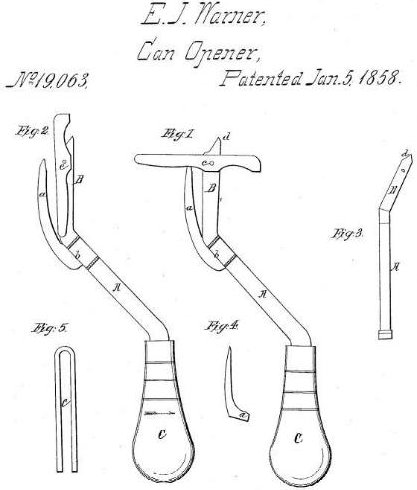
Desenho de abridor de latas tipo alavanca de 1858 por Ezra Warner

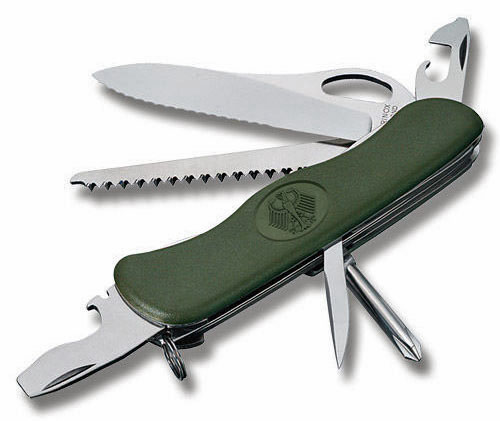
Victorinox. tipo alavanca de puxar. Abridor de latas, canto superior direito

Os abridores de lata de uso geral apareceram pela primeira vez na década de 1850 e tinham um design primitivo em forma de garra ou "tipo alavanca". Em 1855, Robert Yeates, um fabricante de talheres e instrumentos cirúrgicos de Trafalgar Place West, Middlesex, no Reino Unido, concebeu o primeiro abridor de lata com uma ferramenta manual que regateava o topo das latas de metal.
Em 1858, outro abridor de alavanca de formato mais complexo foi patenteado nos Estados Unidos por Ezra Warner de Waterbury, Connecticut . Consistia em uma foice afiada, que era enfiada na lata e serrada em sua borda. Um guarda impediu que a foice penetrasse muito na lata. O abridor consistia em várias peças que podiam ser substituídas em caso de desgaste, especialmente a foice. Este abridor foi adotado pelo Exército dos Estados Unidos durante a Guerra Civil Americana (1861-1865); no entanto, sua foice em forma de faca desprotegida era muito perigosa para uso doméstico. Um abridor de uso doméstico chamado "abridor de cabeça de touro" foi projetado em 1865 e era fornecido com latas de carne em conserva chamada "Bully beef". O abridor era feito de ferro fundido e tinha uma construção muito semelhante ao abridor de Yeates, mas apresentava um formato mais artístico e foi o primeiro passo para melhorar a aparência do abridor de latas. O desenho com cabeça de touro foi produzido até a década de 1930 e também foi oferecido com o formato de cabeça de peixe.

## Abridores de lata de roda giratória

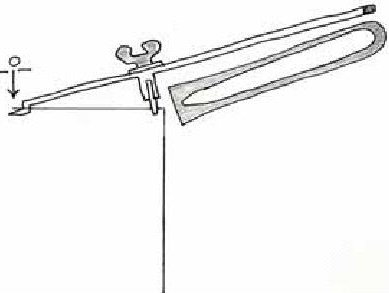
Abridor de latas William Lyman (1870)

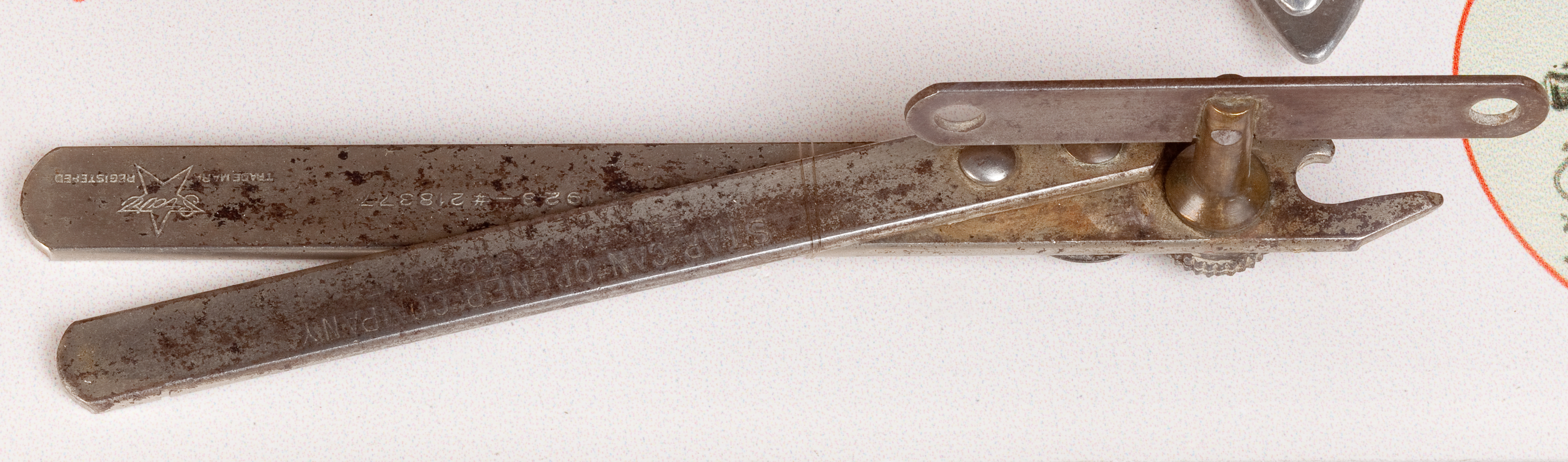
Abridor de latas Star (1920)

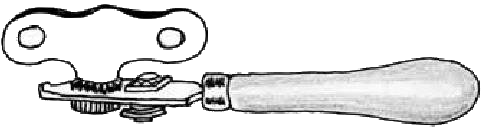
Design de roda dupla (1925)

O primeiro abridor de lata de roda giratória foi patenteado em julho de 1870 por William Lyman de Meriden, Connecticut e produzido pela empresa Baumgarten na década de 1890. A lata deveria ser furada no centro com a haste de metal afiada do abridor. Então, o comprimento da alavanca teve que ser ajustado para caber no tamanho da lata, e a alavanca fixada com a porca borboleta. A parte superior da lata foi cortada pressionando a roda de corte na lata perto da borda e girando-a ao longo da borda da lata.
A necessidade de perfurar a lata primeiro era um incômodo, e este design de abridor de lata não sobreviveu. Em 1920, Edwin Anderson patenteou um abridor de latas com alças articuladas para segurar a lata em uma mão enquanto uma alça tipo chave engrenada em uma roda de corte é girada com a outra cortando o lado de fora o lábio, um abridor de lata lateral, ao contrário da orientação "semelhante a um gramofone" da maioria dos abridores de lata contemporâneos, na verdade uma versão de alicate de mão do abridor de lata Swanson. Em 1925, a Star Can Opener Company de San Francisco, Califórnia, melhorou o projeto de Lyman adicionando uma segunda roda dentada, chamada de "roda de alimentação", que permitia um aperto firme na borda da lata. Essa adição foi tão eficiente que o design ainda está em uso hoje.
Enquanto todos os abridores anteriores exigiam o uso de uma mão ou outro meio para segurar a lata, os abridores de lata simultaneamente seguram a lata e abrem. O primeiro abridor foi patenteado em 1931 pela Bunker Clancey Company de Kansas, Missouri e foi, portanto, chamado de "Bunker". Ele apresentava as alças do tipo alicate, agora padrão, quando apertadas agarravam firmemente a borda da lata, enquanto girar a chave girava a roda de corte, cortando progressivamente a tampa ao longo da borda. A roda de corte é acoplada a uma roda de alimentação serrilhada como no projeto Star e girada na direção oposta por engrenagens intertravadas, reduzindo o atrito. A Bunker foi absorvida pela Rival Manufacturing Company, também de Kansas, em 1938.
Um novo estilo de abridor de latas surgiu na década de 1980. Enquanto a maioria dos outros abridores removem a tampa cortando a tampa pela parte superior logo dentro da borda, removendo a parte superior e deixando a borda presa à lata, eles usam um rolo e uma roda de corte para cortar a costura externa da lata. A lata é deixada com uma borda relativamente segura e não recortada, e o topo pode ser colocado de volta no topo como uma tampa, embora não forneça uma vedação. Os dentes da roda de alimentação têm um passo um pouco mais fino do que os de designs anteriores e residem na parte inferior de uma ranhura em forma de V, que circunda o aro em três lados no ponto de ação.

## Chave da igreja

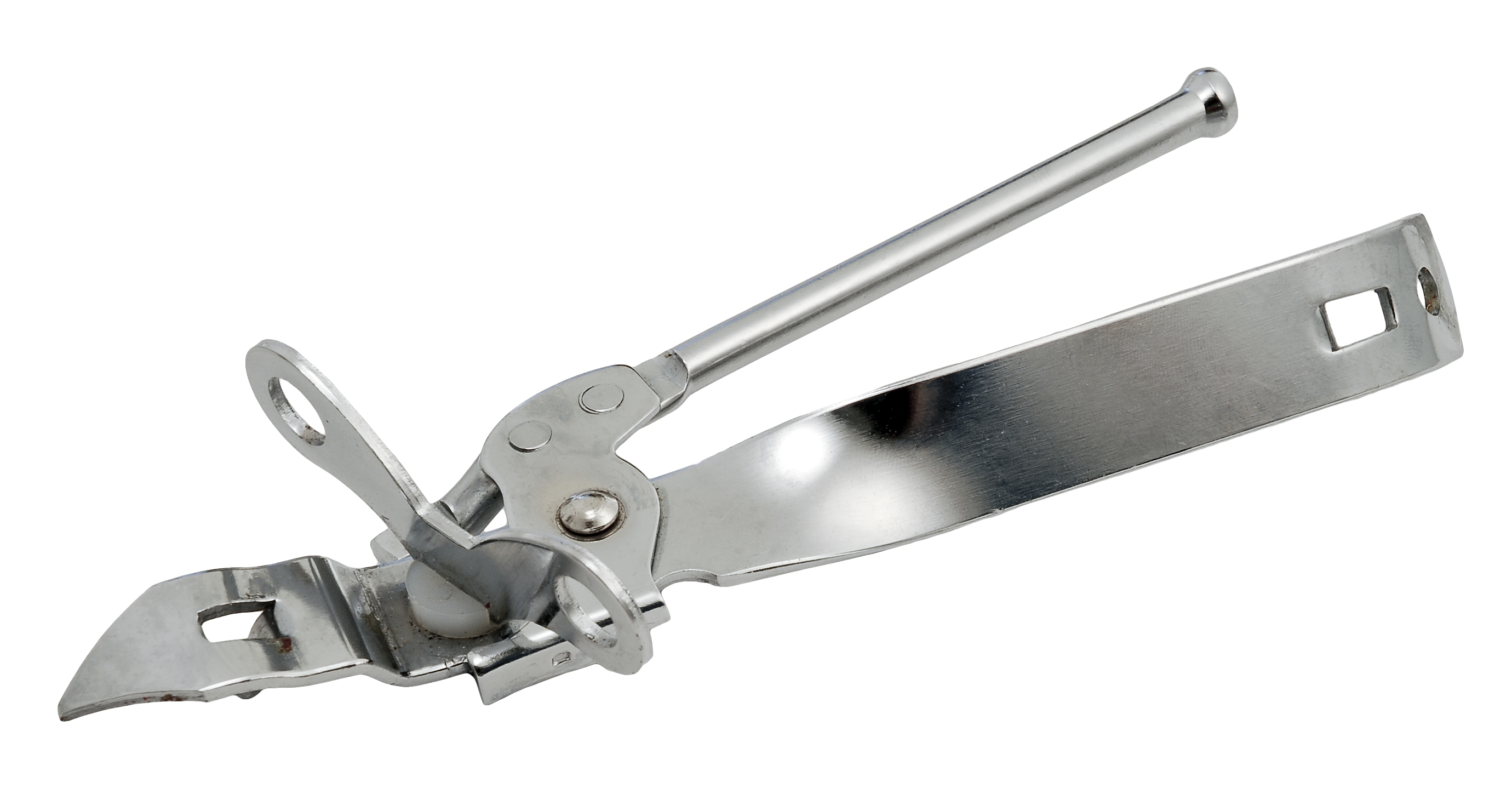
Abridor de latas com roda dentada tipo "borboleta" e lâmina raspadora com furador à esquerda e levantador de tampa de garrafa "chave da igreja" à direita

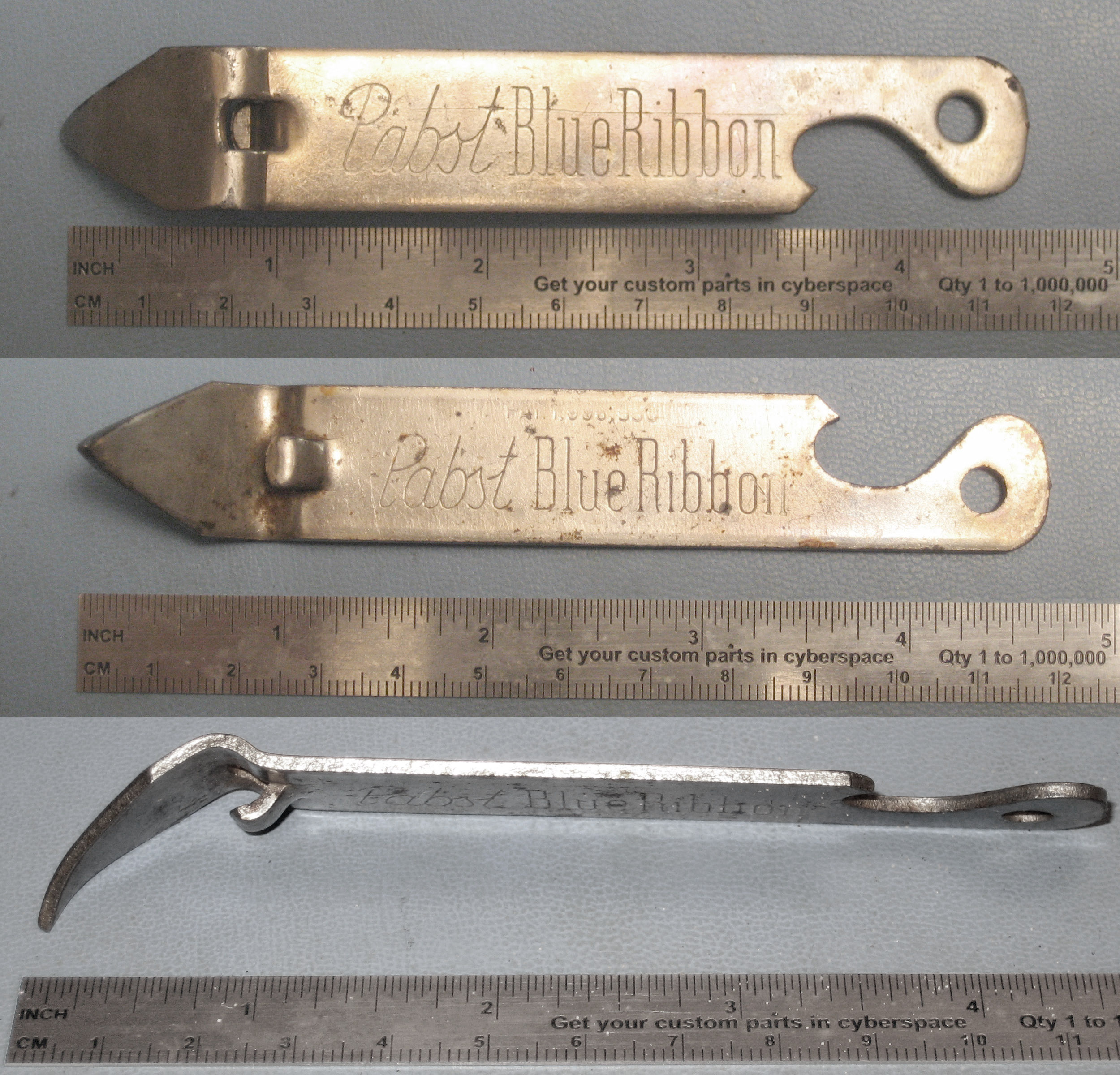
Chave da igreja contemporânea, três vistas. A extremidade esquerda é um perfurador de lata e a direita é um levantador de tampa de garrafa

A chave da igreja inicialmente se referia a um dispositivo simples operado à mão para erguer a tampa (chamada de "rolha em forma de coroa" ou "tampa de garrafa") de uma garrafa de vidro; esse tipo de tampa foi inventado em 1892. O primeiro desses abridores de chave de igreja foi patenteado no Canadá em 1900.
A forma e o design de alguns desses primeiros orifícios de fulcro do abridor de "chaves de igreja" lembrava o orifício de um porta-chaves de nó duplo de uma grande chave antiga. Em 1935, surgiram as latas de aço de cerveja com tampa plana, sendo necessário um dispositivo para perfurar as tampas. O mesmo abridor foi usado para perfurar essas latas. Feito de uma única peça de metal prensado, com uma ponta afiada em uma das extremidades, foi idealizado por D.F. Sampson, para a American Can Company, que descreveu as instruções de operação nas latas. O abridor de chaves de igreja ainda está sendo produzido, às vezes como parte de outro abridor. Por exemplo, um abridor "borboleta" geralmente é uma combinação da chave da igreja e um abridor de roda dentada.

## Abridores de latas para uso militar

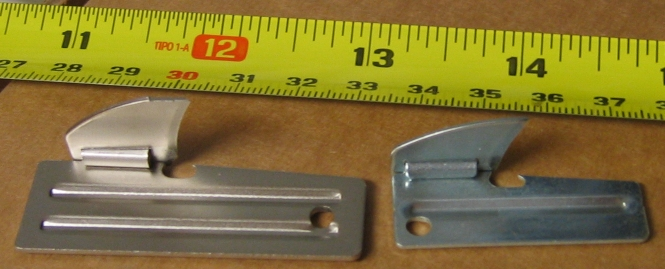
Abridores P-51 e P-38

Vários abridores de latas com um design simples e robusto foram desenvolvidos especificamente para uso militar. O P-38 e o P-51 são pequenos abridores de latas com um cortador articulado ao corpo principal. Eles também eram conhecidos como "John Wayne " porque o ator foi mostrado em um filme de treinamento abrindo uma lata de rações K. O abridor de latas P-38 tem o tamanho de um chaveiro, cerca de 38mm de comprimento e consiste em uma lâmina curta de metal que serve como cabo (e também pode ser usada como chave de fenda ), com um pequeno dente de metal articulado que se dobra para fora para furar a tampa da lata. Um entalhe logo abaixo do ponto de dobradiça mantém o abridor enganchado ao redor da borda da lata enquanto o dispositivo é "contornado" ao redor da borda para cortar a tampa. Uma versão maior, chamada P-51, é um pouco mais fácil de operar. O P-38 foi desenvolvido em 1942 e foi distribuído com as rações de campo enlatadas das Forças Armadas dos Estados Unidos da Segunda Guerra Mundial aos anos 1980. O P-38 e o P-51 são mais baratos de fabricar e são menores e mais leves para carregar do que a maioria dos outros abridores de lata. O dispositivo pode ser facilmente anexado a um chaveiro ou corrente de identificação de cachorro usando o pequeno orifício perfurado.
As designações militares oficiais do P-38 incluem "abridor de latas de bolso do Exército dos EUA" e "abridor de lata, mão, dobrável, tipo I". Como acontece com alguns outros termos militares (por exemplo, jipe ), a origem do termo não é conhecida com certeza. Os abridores P-38 e P-51 compartilham uma designação com os caças Lockheed P-38 Lightning e North American P-51 Mustang, no entanto, isso é coincidência. A origem mais provável do nome é muito mais comum; o P-38 e o P-51 medem 38 mm (1.5 in) e 51 mm (2.0 in) de comprimento, respectivamente.
Os P-38s não são mais usados para rações individuais pelas Forças Armadas dos Estados Unidos, uma vez que as rações C enlatadas foram substituídas por MREs de embalagem flexível na década de 1980. Eles estão, no entanto, incluídos nas "Rações de bandeja" (refeições a granel enlatadas) militares dos Estados Unidos. Eles também ainda são vistos em esforços de recuperação de desastres e têm sido distribuídos junto com alimentos enlatados por organizações de resgate, tanto nos Estados Unidos quanto no Afeganistão. Os abridores de latas P-38 com contrato original dos EUA foram fabricados pela JW Speaker Corp. (carimbado "US Speaker") e pela Washburn Corp. (marcado "US Androck"), foram posteriormente feitos pela Mallin Hardware (agora extinto) de Shelby, Ohio e foram selados com "US Mallin Shelby O." ou "US Shelby Co."

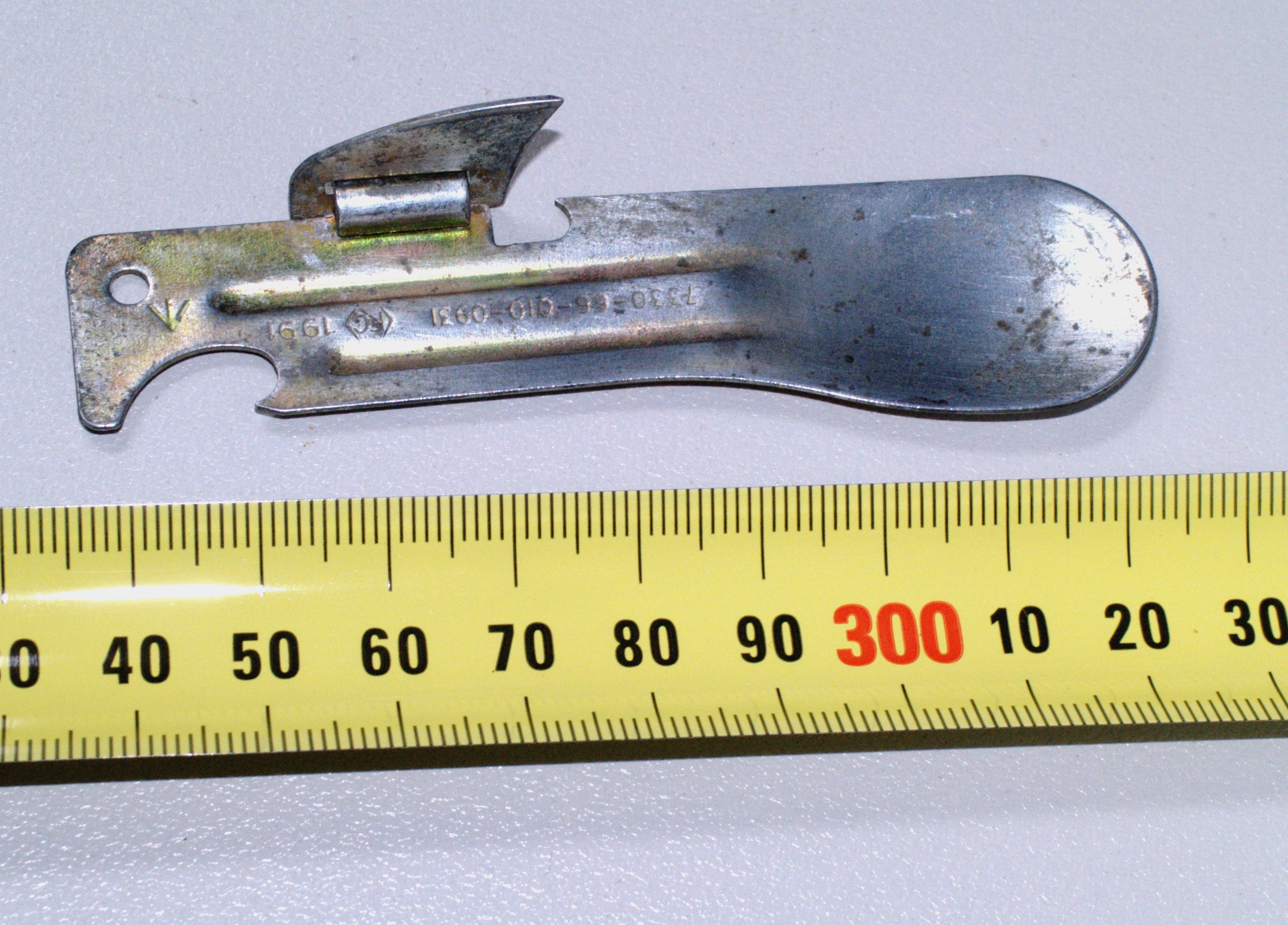
Edição padrão "FRED" abridor de latas da Força de Defesa Australiana

Um dispositivo semelhante que incorpora uma pequena colher em uma extremidade e um abridor de garrafas na outra é atualmente empregado pela Força de Defesa Australiana e pelo Exército da Nova Zelândia em seus kits de ração. O Field Ration Eating Device é conhecido pela sigla "FRED".
Outro dispositivo semelhante foi incluído no pacote de ração de 24 horas "Pacote de Ração Operacional, Uso Geral" do Exército Britânico e rações "Pacote de Ração Composto". Ao mesmo tempo, eles foram fabricados pela WP Warren Engineering Co., Ltd. As instruções impressas na miniatura do saco de papel à prova de gordura em que foram embalados dizia: "Seu design é semelhante, mas não idêntico, aos abridores de latas P-38 e P-51"
A maioria dos abridores de latas de ração militar tem um design muito simples e também foram produzidos para uso civil em muitos países. Por exemplo, pequenos abridores dobráveis semelhantes ao P-38 e P-51 foram projetados em 1924 e foram amplamente distribuídos nos países do Leste Europeu.
Na Eslovênia, uma versão um tanto arredondada de um P-38 é conhecida como "abridor de lata de sardinha", porque na década de 1990 esses abridores eram geralmente embalados com latas que não apresentavam a tampa pull-top com pré-ranhura. Uma versão não dobrável do P-38 costumava ser muito comum nas cozinhas israelenses e ainda pode ser encontrada nas lojas, muitas vezes vendida em embalagens de cinco.

## Abridores elétricos

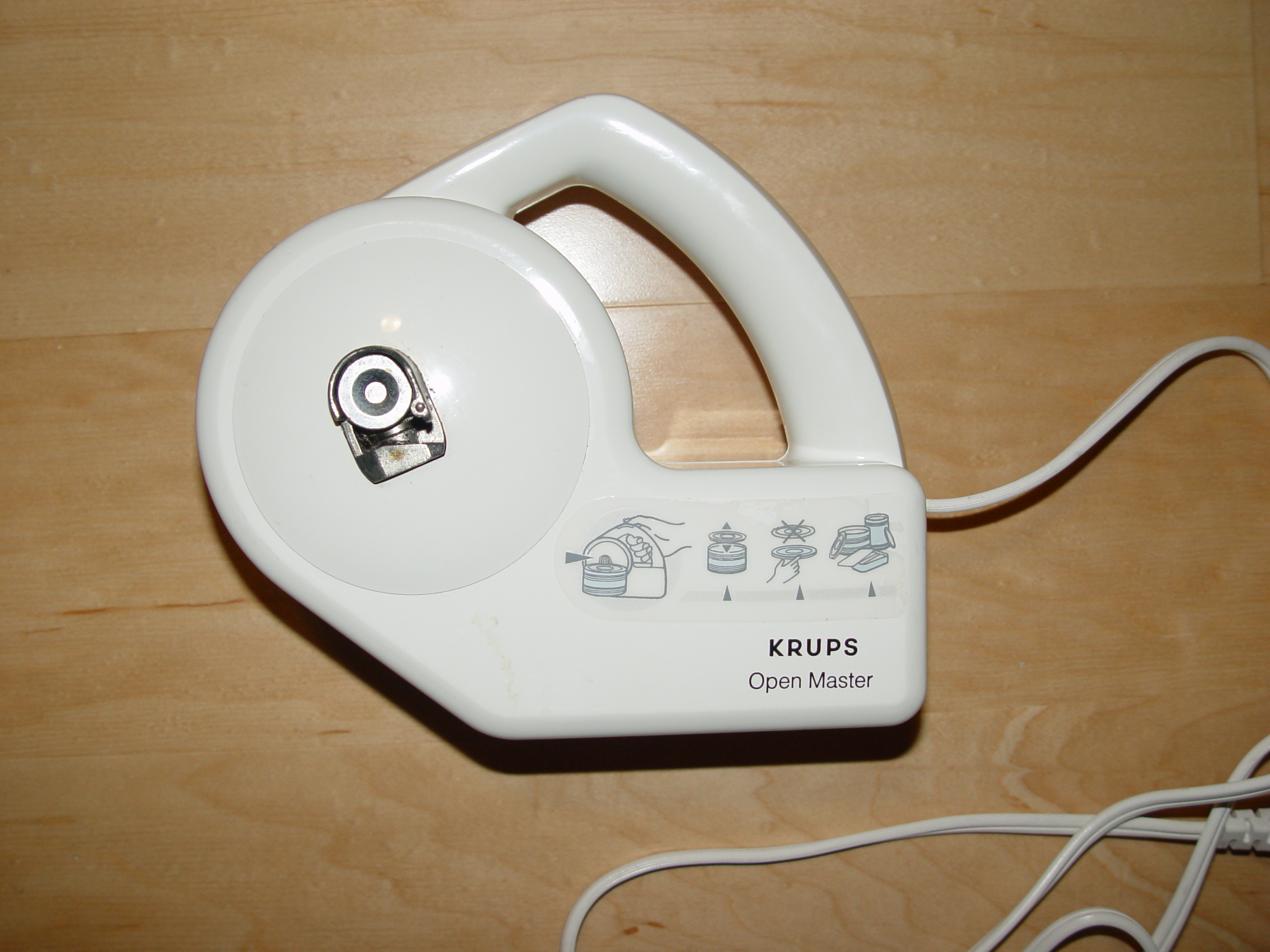
Um abridor de latas elétrico portátil moderno Krups

O primeiro abridor de lata elétrico foi patenteado em 1931 e modelado com base no design do abridor de lata com roda giratória. Esses abridores foram produzidos na década de 1930 e anunciados como capazes de remover tampas de mais de 20 latas por minuto sem risco de ferimentos. No entanto, eles tiveram pouco sucesso. Os abridores elétricos foram reintroduzidos em 1956 por duas empresas californianas. A Klassen Enterprises de Centerville lançou um modelo elétrico montado na parede, mas esse projeto complexo também era impopular.

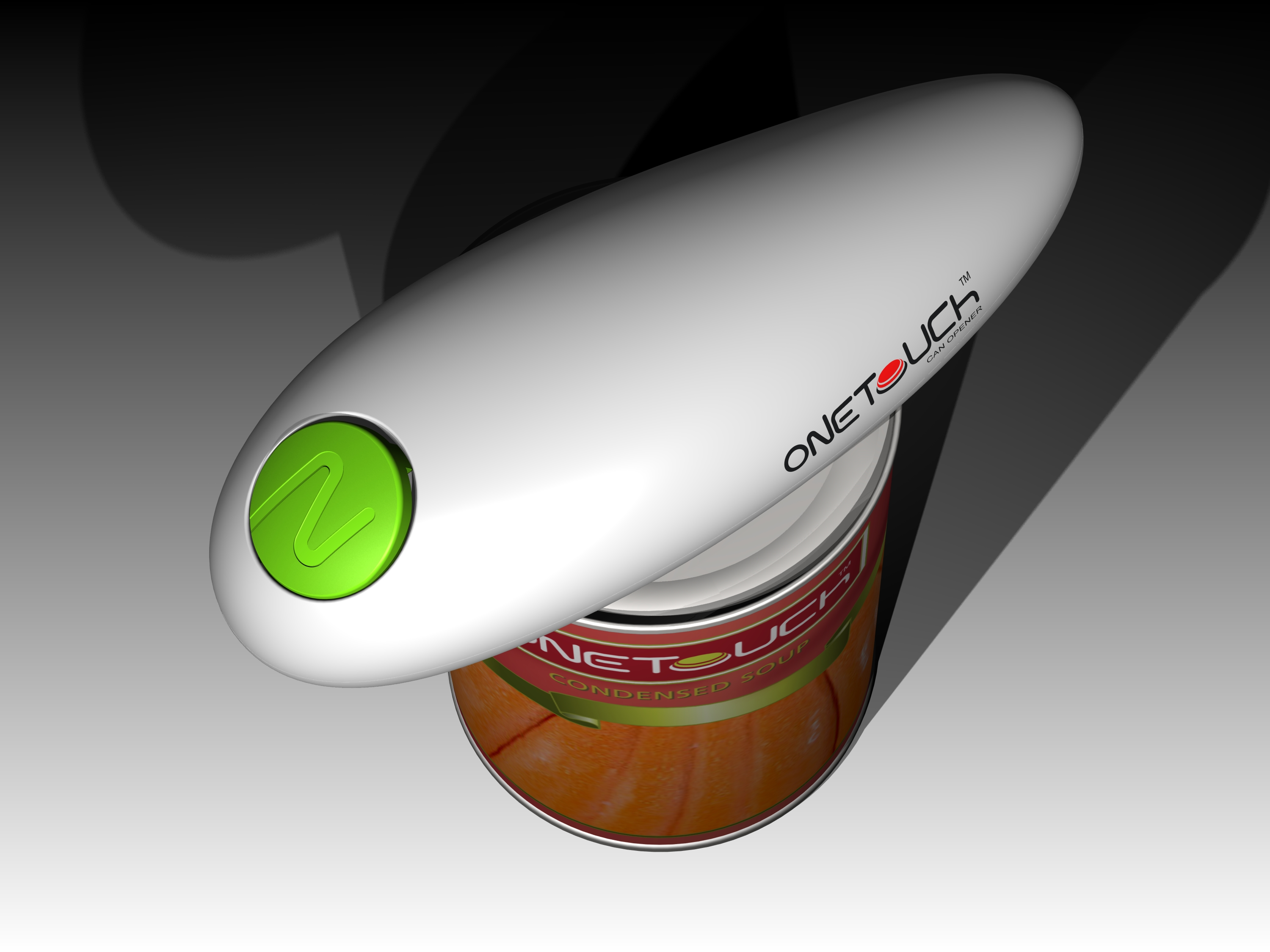
One Touch - abridor de latas totalmente automático por Mark Sanders

No mesmo ano, Walter Hess Bodle inventou um dispositivo autônomo, combinando um abridor de lata elétrico e um amolador de faca. Ele e seus familiares construíram seu protótipo em sua garagem, com a filha Elizabeth esculpindo o desenho da carroceria. Era fabricado com a marca "Udico" da Union Die Casting Co. em Los Angeles, Califórnia, e era oferecido em Flamingo Pink, Avocado Green e Aqua Blue, cores populares da época. Esses abridores foram apresentados ao mercado para as vendas de Natal e tiveram sucesso imediato.

## Latas sem abridores

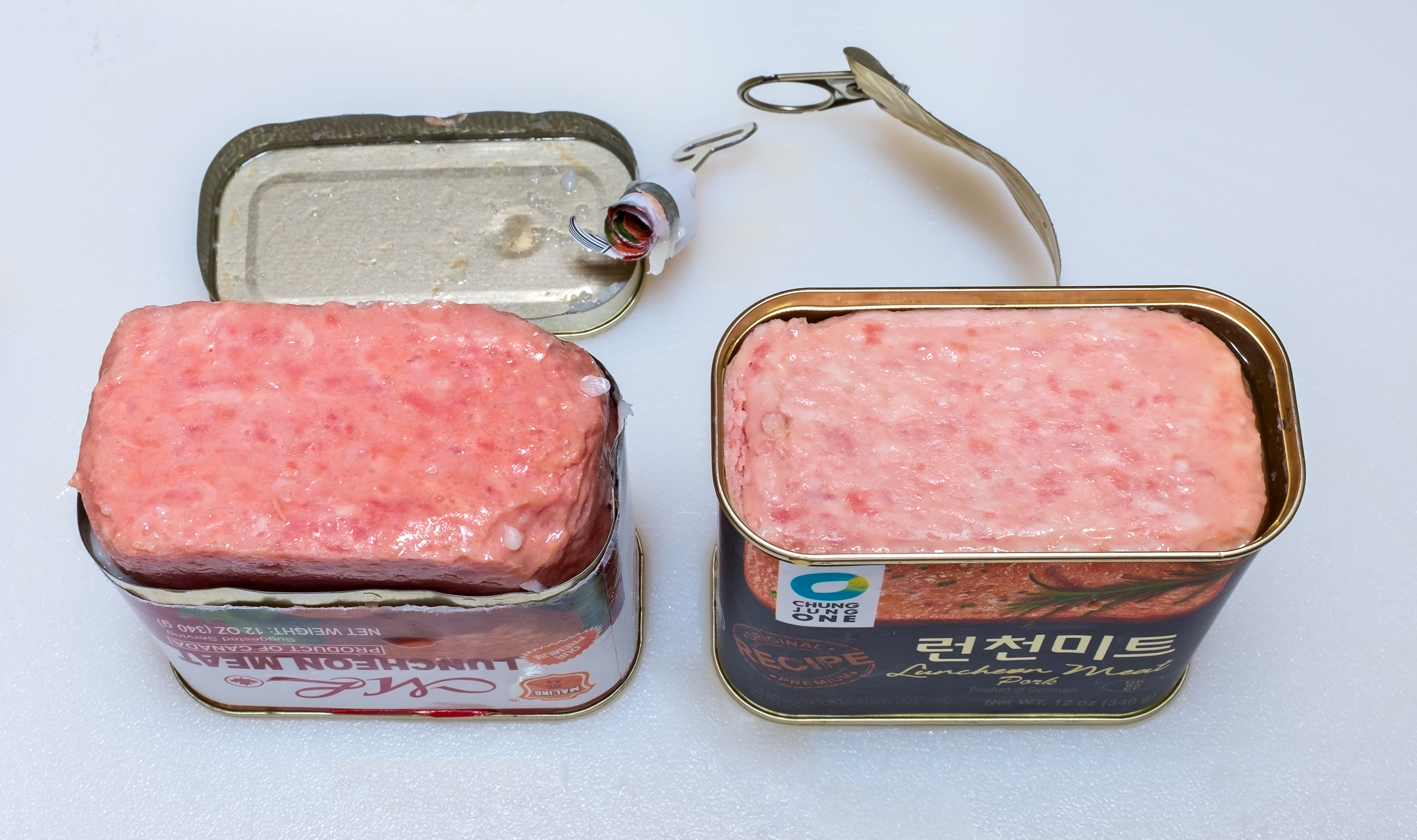
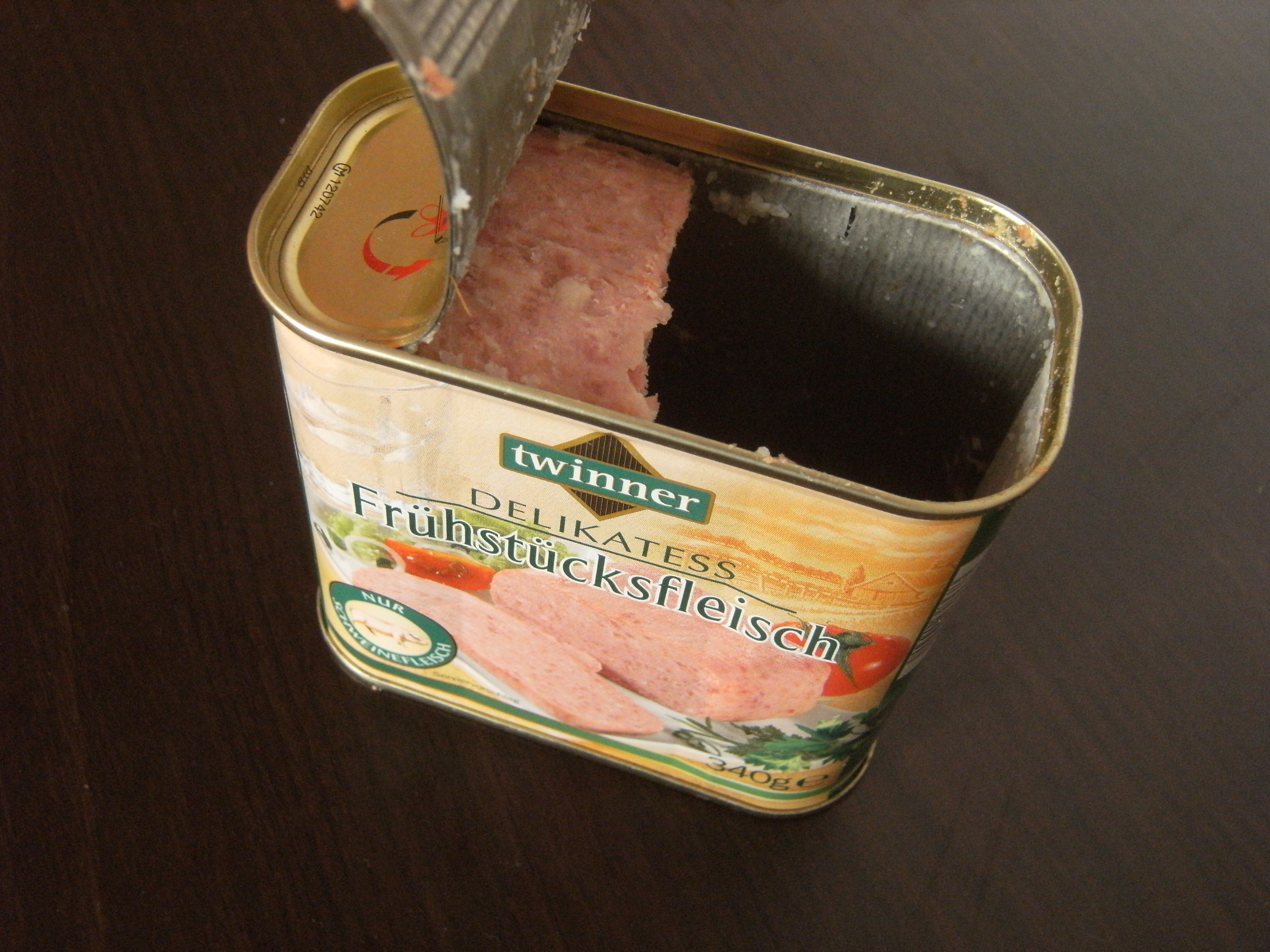
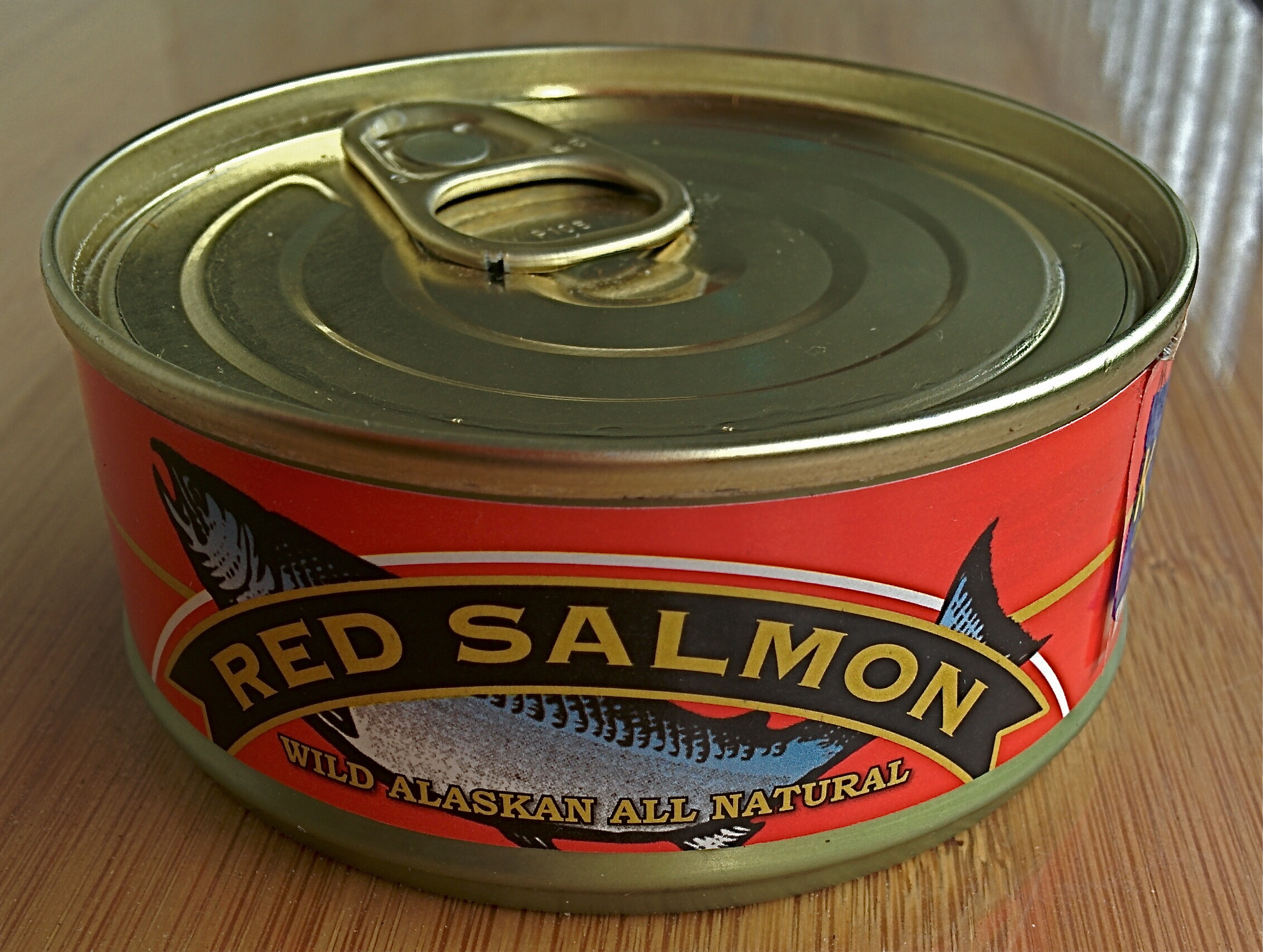
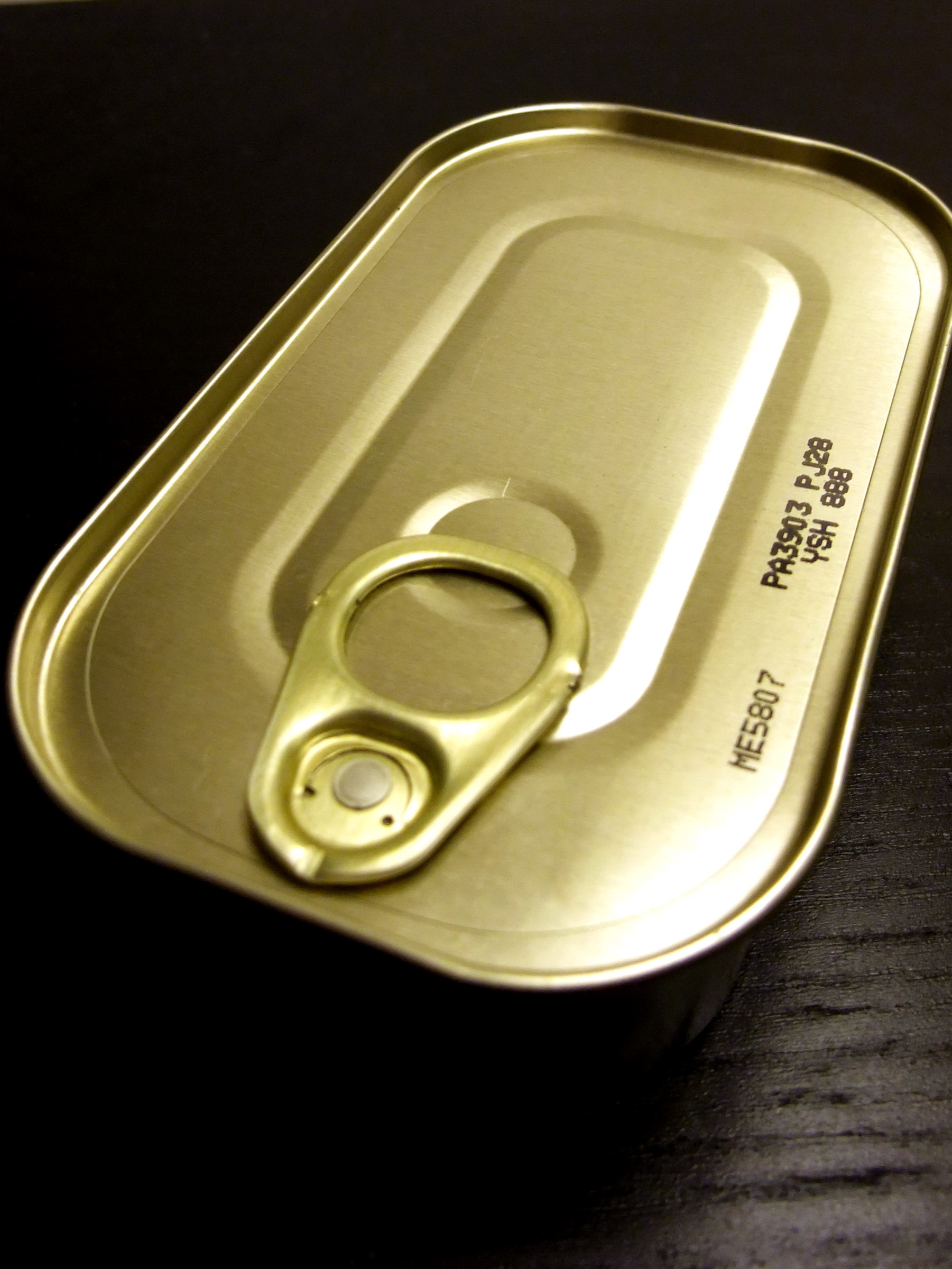
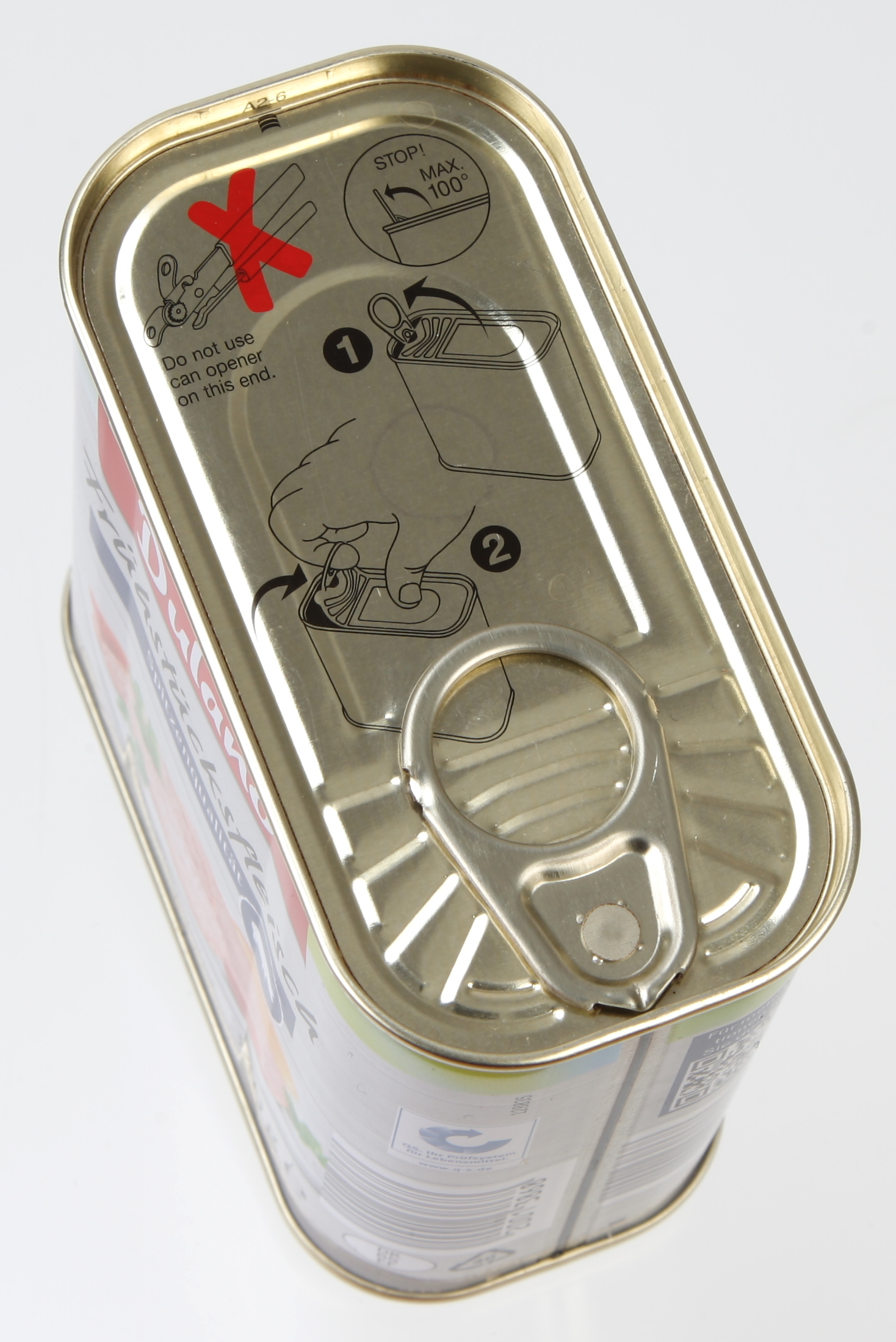

## Galeria

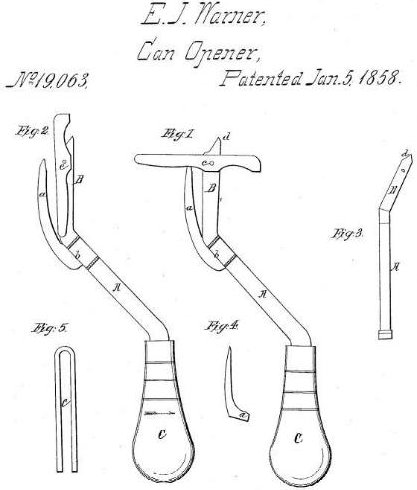
Patente  Nº 19.063 de 5 de janeiro de 1858
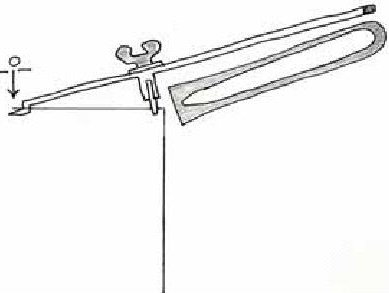
Patente Nº 105.583 de 19 de julho de 1870
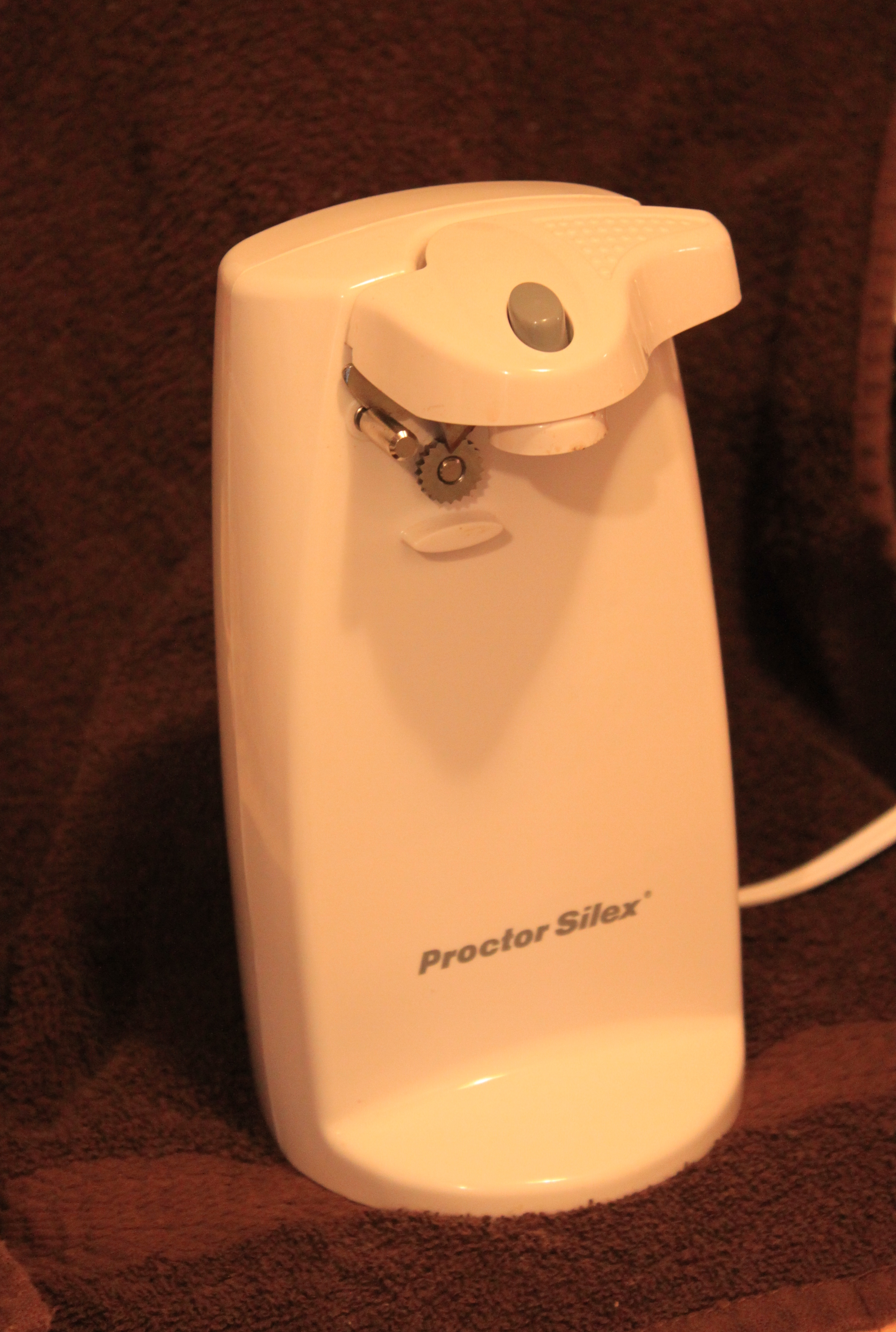
Abridor de latas elétrico